# Englische Cricket-Nationalmannschaft in Australien in der Saison 2022/23
Die Tour der englischen Cricket-Nationalmannschaft nach Australien in der Saison 2022/23 fand vom 9. Oktober bis zum 22. November 2022 statt. Die internationale Cricket-Tour war Bestandteil der Internationalen Cricket-Saison 2022/23 und umfasste drei One-Day Internationals und drei Twenty20s. England gewann die Twenty20-Serie 2–0, während Australien die ODI-Serie 3–0 für sich entschied.

## Vorgeschichte
Australien spielte zuvor eine Twenty20-Serie gegen die West Indies, England in Pakistan. Das letzte Aufeinandertreffen der beiden Mannschaften bei einer Tour fand in der Saison 2021/22 in Australien statt.

## Stadien
Die folgenden Stadien wurden für die Tour als Austragungsort vorgesehen.
| Stadion                  | Stadt     | Kapazität | Spiele      |
| ------------------------ | --------- | --------- | ----------- |
| Adelaide Oval            | Adelaide  | 53.583    | 1. ODI      |
| Manuka Oval              | Canberra  | 12.000    | 2. & 3. T20 |
| Melbourne Cricket Ground | Melbourne | 100.024   | 3. ODI      |
| Perth Stadium            | Perth     | 60.000    | 1. T20      |
| Sydney Cricket Ground    | Sydney    | 48.000    | 2. ODI      |

## Kaderlisten
Australien benannte seinen Twenty20-Kader am 5. Oktober 2022.
| ODI | ODI | T20 | T20 |
| Australien | England | Australien | England |
| --- | --- | --- | --- |
| - Pat Cummins (K) - Sean Abbott - Ashton Agar - Alex Carey (wk) - Cameron Green - Josh Hazlewood - Travis Head - Josh Inglis (wk) - Marnus Labuschagne - Mitchell Marsh - Glenn Maxwell - Riley Meredith - Steve Smith - Mitchell Starc - Marcus Stoinis - David Warner - Adam Zampa | - Jos Buttler (K, wk) - Moeen Ali - Sam Billings (wk) - Sam Curran - Liam Dawson - Chris Jordan - Dawid Malan - Adil Rashid - Jason Roy - Phil Salt (wk) - Olly Stone - James Vince - David Willey - Chris Woakes - Luke Wood | - Aaron Finch (K) - Ashton Agar - Pat Cummins - Tim David - Nathan Ellis - Cameron Green - Josh Hazlewood - Josh Inglis (wk) - Mitchell Marsh - Glenn Maxwell - Kane Richardson - Daniel Sams - Steve Smith - Mitchell Starc - Marcus Stoinis - Mitchell Swepson - Matthew Wade (wk) - David Warner - Adam Zampa | - Jos Buttler (K, wk) - Moeen Ali - Jonny Bairstow (wk) - Harry Brook - Sam Curran - Alex Hales - Chris Jordan - Liam Livingstone - Dawid Malan - Adil Rashid - Phil Salt (wk) - Ben Stokes - Reece Topley - David Willey - Chris Woakes - Mark Wood |

## Twenty20 Internationals

### Erstes Twenty20 in Perth
| 9. Oktober Scorecard | Perth | England 208-6 (20)         | – | Australien 200-9 (20) |
|                      |       | England gewinnt mit 8 Runs |   |                       |

Australien gewann den Münzwurf und entschied sich als Feldmannschaft zu beginnen. England begann mit den Eröffnungs-Battern Jos Buttler und Alex Hales, die zusammen eine Partnerschaft über 132 Runs erzielten. Buttler schied nach einem Fifty über 68 Runs aus und Hales über 84 Runs. Im weiteren Verlauf erzielte Harry Brook 12 Runs, bevor Chris Woakes mit 13* Runs die Vorgabe auf 209 Runs erhöhte. Bester australischer Bowler war Nathan Ellis mit 3 Wickets für 20 Runs. Für Australien konnte sich Eröffnungs-Batter David Warner etablieren. An seiner Seite erzielten Mitchell Marsh 36 und Marcus Stoinis 35 Runs, bevor er selbst nach einem Fifty über 73 Runs ausschied. Matthew Wade konnte dann noch einmal 21 Runs erzielen, jedoch gelang es den verbliebenen Battern nicht die Vorgabe einzuholen. Bester englischer Bowler war Mark Wood mit 3 Wickets für 34 Runs. Als Spieler des Spiels wurde Alex Hales ausgezeichnet.

### Zweites Twenty20 in Canberra
| 12. Oktober Scorecard | Canberra | England 178-7 (20)         | – | Australien 170-6 (20) |
|                       |          | England gewinnt mit 8 Runs |   |                       |

Australien gewann den Münzwurf und entschied sich als Feldmannschaft zu beginnen. Der englische Eröffnungs-Batter Jos Buttler schied nach 17 Runs aus und wurde durch Dawid Malan ersetzt, der sich etablieren konnte. An seiner Seite erzielte Moeen Ali 44 Runs, während Malan drei Bälle vor Schluss nach einem Half-Century über 82 Runs sein Wicket verlor. Somit ergab sich eine Vorgabe von 179 Runs. Bester australischer Bowler war Marcus Stoinis mit 3 Wickets für 34 Runs. Für Australien konnte Aaron Finch zunächst 13 Runs erzielen, bevor sich Mitchell Marsh etablieren konnte. An seiner Seite erzielte Marcus Stoinis 22 Runs, bevor er Tim David als Partner fand. Marsh schied nach 45 Runs aus und Tim David nach 40. Zum Abschluss erreichte Pat Cummins ungeschlagene 18* Runs, was jedoch nicht zum Sieg ausreichte. Bester englischer Bowler war Sam Curran mit 3 Wickets für 25 Runs. Als Spieler des Spiels wurde Dawid Malan ausgezeichnet.

### Drittes Twenty20 in Canberra
| 14. Oktober Scorecard | Canberra | England 112-2 (12/12) | – | Australien 30-3 (3.5/12) |
|                       |          | No Result             |   |                          |

Australien gewann den Münzwurf und entschied sich als Feldmannschaft zu beginnen. Von den englischen Eröffnungs-Battern konnte sich Jos Buttler etablieren und an seiner Seite Dawid Malan 23 Runs erzielen. Daraufhin kam es zu einer Regenunterbrechung und die Overzahl wurde aus 12 reduziert. Zusammen mit Ben Stokes beendete Buttler dann das Innings. Buttler hatte bis dahin ein Fifty über 65* Runs erreicht, Stokes 17* Runs. Die australischen Wickets erzielte Josh Hazlewood und Pat Cummins. Australien verlor früh drei Wickets, bevor das Spiel auf Grund von erneuten Regenfällen abgebrochen werden musste. Bester englischer Bowler war Chris Woakes mit 3 Wickets für 4 Runs.

## One-Day Internationals

### Erstes ODI in Adelaide
| 17. November Scorecard | Adelaide | England 287-9 (50)               | – | Australien 291-4 (50) |
|                        |          | Australien gewinnt mit 6 Wickets |   |                       |

Australien gewann den Münzwurf und entschied sich als Feldmannschaft zu beginnen. Für England erzielte Eröffnungs-Batter Phil Salt zunächst 14 Runs, bevor sich Dawid Malan etablieren konnte. An seiner Seite erzielten Sam Billings 17, Jos Buttler 29 und Chris Jordan 14 Runs. Nachdem Malan eine Partnerschaft mit David Willey bildete, verlor er sein Wicket nach einem Century über 134 Runs aus 128 Bällen. Willey beendete dann das Innings ungeschlagen mit 34* Runs und erhöhte so die Vorgabe auf 288 Runs. Beste australische Bowler waren Adam Zampa mit 3 Wickets für 55 Runs und Pat Cummins mit 3 Wickets für 62 Runs. Für Australien bildeten die Eröffnungs-Batter David Warner und Travis Head eine erste Partnerschaft über 147 Runs. Dem ausscheidenden Travis Head, der ein Fifty über 69 Runs erzielt hatte, folgte Steve Smith. Warner verlor sein Wicket nach 86 Runs und an der Seite von Smith erzielte Alex Carey 21 Runs. Zusammen mit Cameron Green konnte Smith dann die Vorgabe im 47. Over einholen. Smith erzielte dabei ein Half-Century über 80* Runs, Green erreichte 20* Runs. Bester englischer Bowler war David Willey mit 2 Wickets für 51 Runs. Als Spieler des Spiels wurde Dawid Malan ausgezeichnet.

### Zweites ODI in Sydney
| 19. November Scorecard | Sydney | Australien 280-8 (50)          | – | England 208 (38.5) |
|                        |        | Australien gewinnt mit 72 Runs |   |                    |

Australien gewann den Münzwurf und entschied sich als Schlagmannschaft zu beginnen. Der australischen Eröffnungs-Batter David Warner schied nach 16 Runs aus und sein Eröffnungs-Partner Travis Head kurz darauf nach 19 Runs. Daraufhin bildeten Steve Smith und Marnus Labuschagne eine Partnerschaft über 101 Runs. Labuschagne schied nach einem Fifty über 58 Runs aus und an der Seite von Smith konnte sich Mitchell Marsh etablieren. Smith verlor dann nach einem Half-Century über 94 Runs sein Wicket und an der Seite von Marsh folgte Marcus Stoinis mit 13 Runs. Marsh schied dann nach einem Fifty über 50 Runs aus und der hineingekommene Ashton Agar erhöhte mit seinen ungeschlagenen 18* Runs die Vorgabe auf 281 Runs. Bester englischer Bowler war Adil Rashid mit 3 Wickets für 57 Runs. Für England bildete Eröffnungs-Batter Phil Salt zusammen mit dem vierten Schlagmann James Vince eine erste Partnerschaft. Salt schied nach 23 Runs aus und wurde gefolgt durch Sam Billings, der mit Vince eine Partnerschaft über 122 Runs erreichte. Nachdem Vince nach einem Fifty über 60 Runs ausgeschieden war, verlor auch Billings nach 71 Runs sein Wicket. Der hineinkommende Liam Dawson konnte dann noch 20 Runs hinzufügen, was jedoch nicht ausreichte, um die Vorgabe einzuholen. Beste australische Bowler waren Adam Zampa mit 4 Wickets für 45 Runs und Mitchell Starc mit 4 Wickets für 47 Runs. Als Spieler des Spiels wurde Mitchell Starc ausgezeichnet.

### Drittes ODI in Melbourne
| 22. November Scorecard | Melbourne | Australien 355-5 (48/48)                     | – | England 142 (31.4/48) |
|                        |           | Australien gewinnt mit 221 Runs (D/L method) |   |                       |

England gewann den Münzwurf und entschied sich als Feldmannschaft zu beginnen. Für Australien konnten die beiden Eröffnungs-Batter Travis Head und David Warner eine erste Partnerschaft aufbauen, die kurz von Regen unterbrochen wurde. Warner schied nach einem Century über 106 Runs aus 102 Bällen aus und kurz darauf Head nach einem Century über 152 Runs aus 130 Bällen. In der Folge bildeten Steve Smith und Marcus Stoinis eine Partnerschaft, die ebenfalls von Regen unterbrochen wurde, woraufhin das Spiel auf 48 Over pro Seite verkürzt wurde. Stoinis schied nach 12 Runs aus und wurde durch Mitchell Marsh ersetzt. Smith verlor nach 21 Runs sein Wicket und wurde gefolgt von Alex Carey. March erreichte dann 30 Runs, während Carey das Innings mit ungeschlagenen 12* Runs beendete. Bester englischer Bowler war Olly Stone mit 4 Wickets für 85 Runs. Für England bildeten Eröffnungs-Batter Jason Roy und der dritte Schlagmann James Vice eine erste Partnerschaft. Roy verlor nach 33 Runs sein Wicket und Vince bildete dann eine Partnerschaft mit Moeen Ali. Nachdem Vince sein Wicket nach 22 Runs verloren hatte, schied auch Ali nach 18 Runs aus. Von den verbliebenen Battern erzielte Sam Curran 12, Liam Dawson 18 und David Willey 12* runs, was jedoch nicht zum Einholen der Vorgabe ausreichte, als das letzte Wicket im 32. Over fiel. Bester australischer Bowler war Adam Zampa mit 4 Wickets für 31 Runs. Als Spieler des Spiels wurde Travis Head ausgezeichnet.

## Auszeichnungen

### Player of the Series
Als Player of the Series wurden der folgende Spieler ausgezeichnet.
| Serie    | Player of the Series |
| -------- | -------------------- |
| ODI      | David Warner         |
| Twenty20 | Jos Buttler          |

### Player of the Match
Als Player of the Match wurden die folgenden Spieler ausgezeichnet.
| Spiel       | Player of the Match |
| ----------- | ------------------- |
| 1. ODI      | Dawid Malan         |
| 2. ODI      | Mitchell Starc      |
| 3. ODI      | Travis Head         |
| 1. Twenty20 | Alex Hales          |
| 2. Twenty20 | Dawid Malan         |
| 3. Twenty20 | –                   |